# مادالنا فلینی
مادالنا فلینی (ایتالیایی: Maddalena Fellini؛ ۷ اکتبر ۱۹۲۹ – ۲۱ مه ۲۰۰۴) بازیگر اهل ایتالیا بود.
از فیلم‌ها یا برنامه‌های تلویزیونی که وی در آن نقش داشته‌است می‌توان به مخصوصاً یکشنبه و ماه عسل اشاره کرد.